# Letnica
Letnica (in bulgaro Летница?) è un comune bulgaro situato nella Regione di Loveč di 5 743 abitanti (dati 2009). La sede comunale è nella località omonima

## Località
Il comune è formato dall'insieme delle seguenti località:
- Gorsko Slivovo
- Kărpačevo
- Krušuna
- Letnica (sede comunale)